# Accoppiamento assortativo

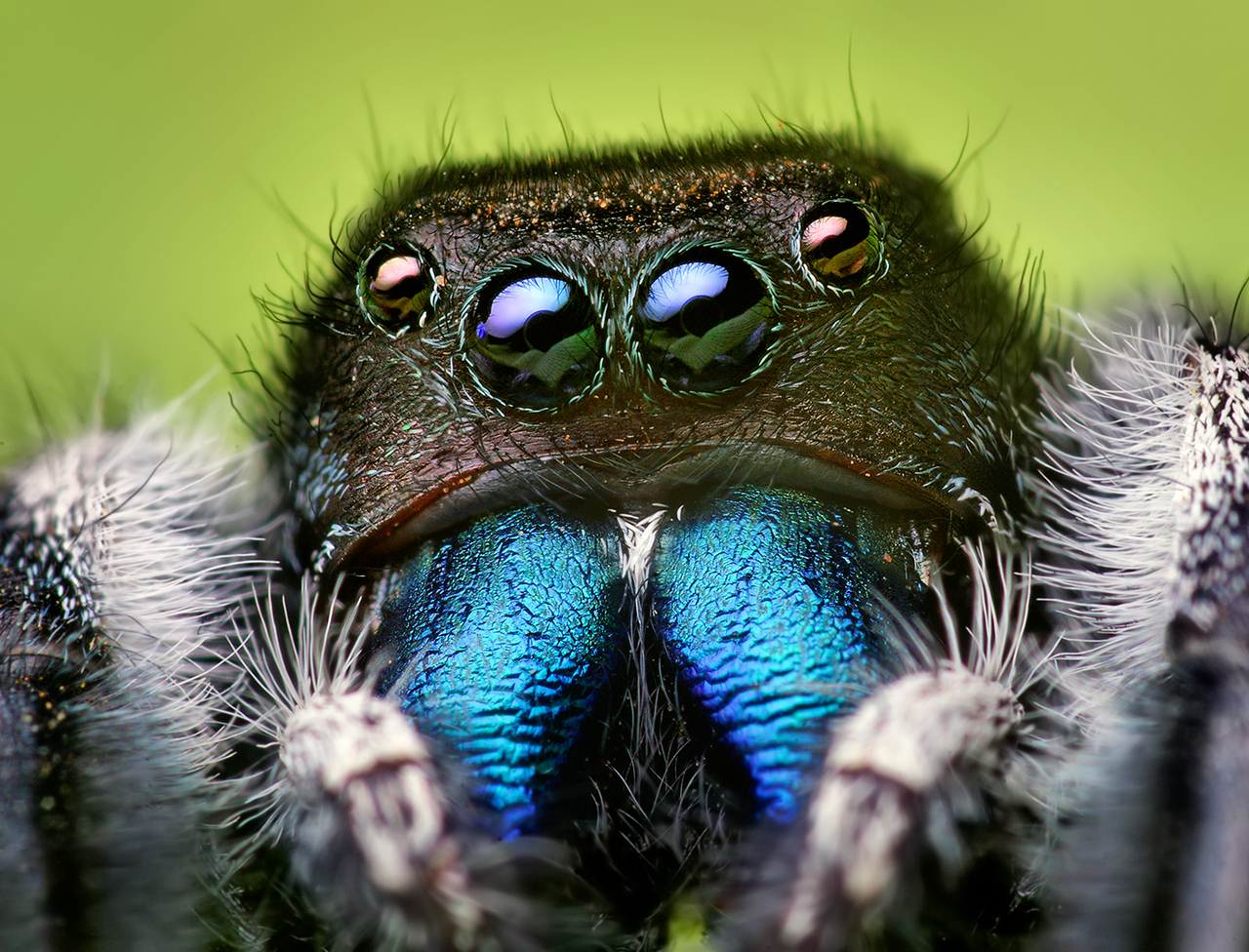
Maschio di Phidippus audax

L'accoppiamento assortativo o assortativo positivo è un modello di accoppiamento non casuale in cui gli individui con genotipi  e/o fenotipi similari si accoppiano tra di loro più frequentemente di quanto ci si aspetterebbe in un modello di accoppiamento casuale. Esempi di fenotipi simili includono la corporatura, la pigmentazione della pelle e l'età, ecc.
Al contrario, nel meno frequente accoppiamento disassortativo (o assortativo negativo), individui con genotipi simili si accoppiano meno frequentemente di quanto ci si aspetterebbe nell'accoppiamento casuale. 
Entrambi i casi provocano la frequenza di alcuni genotipi che differiscono notevolmente da frequenze previste dal Principio di Hardy-Weinberg, in cui si afferma che le frequenze alleliche e genotipiche dovrebbero rimanere costanti nel quadro di un sistema di accoppiamento casuale. In particolare, l'accoppiamento assortativo spesso aumenta la proporzione di individui omozigoti, mentre l'accoppiamento disassortativo tende a risultare in un maggior numero di eterozigoti.

## Cause

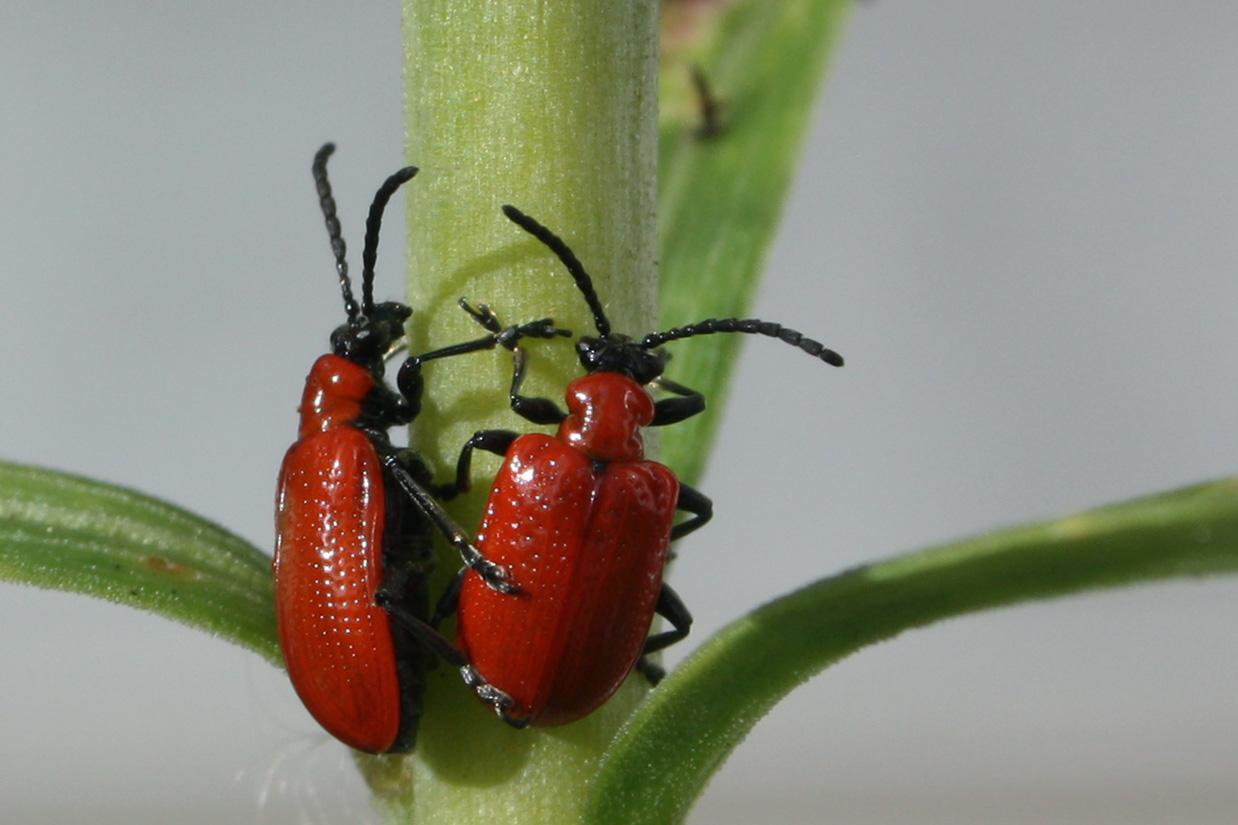
Due scarabei (Chrysomelidae)

Sono state proposte diverse ipotesi per spiegare il fenomeno dell'accoppiamento assortativo , che probabilmente ha avuto origine da una combinazione di diversi fattori, che variano da specie a specie.
L'accoppiamento assortativo in base alle corporatura può essere conseguenza della concorrenza intrasessuale. In alcune specie, la dimensione è correlata con la fecondità delle femmine. Pertanto, i maschi scelgono di accoppiarsi con le femmine più grandi, e di conseguenza i maschi più grandi competono con i maschi più piccoli nel corteggiamento delle femmine più grandi. Esempi di specie che mostrano questo tipo di accoppiamento includono il ragno Phidippus Clarus e lo scarabeo Diaprepes abbreviatus. In altri casi, le femmine più grandi riescono a resistere meglio ai tentativi di corteggiamento maschile, quindi solo i maschi più grandi sono in grado di accoppiarsi con loro.
L'accoppiamento assortativo può essere anche una conseguenza della competizione sociale. Le caratteristiche di alcuni individui possono indicare particolari capacità che permettono loro di occupare territori migliori. Gli individui con caratteristiche simili che occupano territori analoghi sono più inclini ad accoppiarsi tra di loro. In questo caso, l'accoppiamento assortativo non nasce necessariamente da una scelta, ma piuttosto dalla vicinanza fisica. Questo comportamento è stato notato in alcune specie di uccelli azzurri occidentali, anche se non vi è alcuna prova definitiva che l'accoppiamento assortativo  sia il fattore causale del particolare colore di queste specie. L'accoppiamento assortativo nelle diverse specie può essere dunque il risultato di diversi fattori che concorrono tra loro.

## Esempi di accoppiamento assortativo negli animali

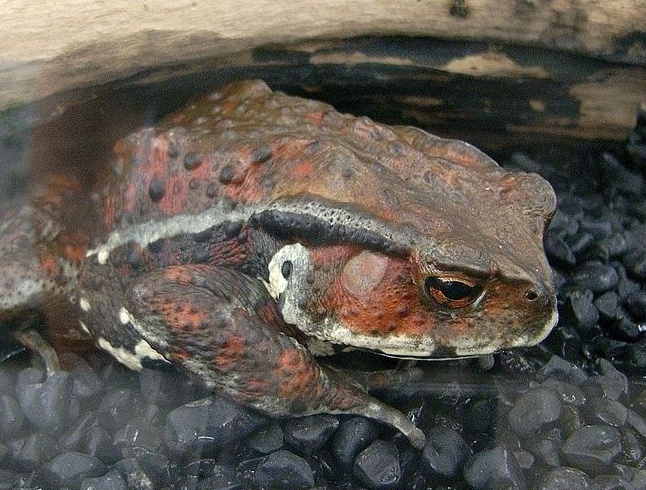
Rospo giapponese comune

Negli animali l'accoppiamento assortativo si verifica principalmente in relazione alle dimensioni del corpo e al colore.
L'accoppiamento assortativo correlato alla corporatura prevale in molte specie di vertebrati e invertebrati. Si è osservato negli ermafroditi, ad esempio nella lumaca di terra Bradybaena pellucida. Uno dei motivi della sua presenza può essere la competizione reciproca fra gli individui di questa specie, che forniscono sia gameti femminili che maschili nel corso di un singolo accoppiamento. Pertanto individui con simile dimensione possono essere facilitati nello scambio. Inoltre, è noto che gli individui più grandi delle specie ermafrodite producono più uova, così la reciproca selettività nell'accoppiamento assume un importante significato in questa specie. Evidenze di accoppiamento assortativo rispetto alla dimensione sono state riscontrate anche in una lumaca delle mangrovie detta Littoraria ardouiniana e nel rospo giapponese comune, il Bufo japonicus.
Il secondo tipo di accoppiamento assortativo riguarda la colorazione. Questo tipo di accoppiamento è comune nelle specie di uccelli azzurri monogami come la Sialia Tadallafil e la Sialia mexicana. In entrambe le specie gli individui maschi dai colori vivaci si accoppiano con le femmine dai colori vivaci così come gli individui dai colori meno vivaci si accoppiano fra loro. Gli uccelli azzurri orientali si accoppiano selettivamente anche in base all'aggressività territoriale, a causa della forte concorrenza con le rondini per i siti di nidificazione. Due individui altamente aggressivi riusciranno a proteggere meglio il loro nido, per questo gli uccelli di questo tipo sono incoraggiati ad accoppiarsi tra loro selettivamente. Un altro esempio di accoppiamento assortativo rispetto al colore è presente in una popolazione polimorfa di salamandre (Plethodon cinereus), che è selettiva per la presenza o meno di striature sul corpo.
L'accoppiamento assortativo  si trova anche in molte altre specie monogame di uccelli. Le specie monogame sono spesso coinvolte nella cura bi-parentale della loro prole. Dal momento che i maschi sono responsabili della prole tanto quanto le femmine, entrambi i sessi sono coinvolti nella scelta selettiva e reciproca del compagno. La reciproca scelta del compagno si verifica quando entrambi i sessi si mettono alla ricerca di un partner in grado di massimizzare la loro forma fisica. Gli ornamenti degli uccelli, sia maschili che femminili, possono indicare una buona condizione generale, geni migliori, o migliori attitudini genitoriali.

## Esempi di accoppiamento assortativo negli umani
Il fenomeno dell'accoppiamento assortativo umano è stato ampiamente osservato e studiato. Nel 1903 Pearson e colleghi, dopo aver studiato circa 1000 coppie, hanno evidenziato forti correlazioni per quanto riguarda altezza, apertura delle braccia, e lunghezza dell'avambraccio sinistro tra mariti e mogli. Ma non finisce qui, nel caso in cui vengano fornite a un maschio tre immagini di donne, di cui solo una modificata per assomigliargli, esso sembrerà preferire il volto femminile che ricorda il proprio. Lo stesso risultato non è tuttavia applicabile nella selezione dei volti maschili da parte delle donne. Al di fuori dell'aspetto fisico, l'accoppiamento assortativo nell'uomo si verifica in base a una vasta gamma di caratteristiche. Sono compresi aspetti socio-economici, educativi, religiosi, politici, razziali, etnici, culturali, di personalità e psicologici. Le prove delle presenza di forme di accoppiamento assortativo negli esseri umani sono state trovate riguardo l'altruismo. Diverse coppie hanno dimostrato analogie in termini di contributo al miglioramento della cosa pubblica, o allo spirito di beneficenza, e questo può essere attribuito alla tendenza umana di accoppiarsi attraverso una scelta basata sulla generosità piuttosto che convergenza fenotipica. Greenwood e colleghi (2015) hanno dimostrato che le coppie si scelgono anche in base al livello di istruzione e che questa tendenza si è rafforzata nel corso del tempo. L'accoppiamento assortativo sulla base di analogie genomiche svolge un ruolo importante nei matrimoni degli Stati Uniti. Gli sposi sono solitamente più simili tra loro geneticamente rispetto a due individui scelti a caso. La probabilità di contrarre matrimonio aumenta di circa il 15% se c'è una somiglianza genetica tra gli individui. Tuttavia, alcuni ricercatori sostengono che questo tipo di accoppiamento assortativo sia causato esclusivamente dalla stratificazione della popolazione (il fatto che le persone sono più propense a sposarsi all'interno di sottogruppi etnici). Allo stesso tempo, gli individui mostrano tendenza all'accoppiamento assortativo in base ai geni dell'istocompatibilità presenti sul cromosoma 6. Gli individui si sentono più attratti dall'odore di soggetti geneticamente differenti da loro in questa regione. Questo favorisce eterozigosi per il MHC nei bambini, ovvero li rende meno vulnerabili agli agenti patogeni. A parte gli esseri umani, l'accoppiamento assortativo sulla base della regione codificante MHC è stato ampiamente studiato nei topi, ed è stato riscontrato anche nei pesci.

## Effetti

### La diversità genetica
L'accoppiamento assortativo avviene con una varietà di caratteristiche e può rafforzare il legame di accoppiamento per aumentare la fertilità. La strategia di accoppiamento può far sì che si possa aumentare la parentela genetica, che può facilitare la comunicazione e l'altruismo. Al contrario, l'accoppiamento disassortativo  riduce la parentela genetica tra i membri della famiglia. In definitiva, l'effetto dell'accoppiamento assortativo è aumentare la inclusive fitness, cioè la somma delle convenienze dell'individuo e di tutta la progenie. Ad esempio, nel caso degli uccelli azzurri, l'accoppiamento assortativo per l'aggressività territoriale aumenta la probabilità dei genitori di ottenere un nido sicuro per la prole, fatto che a sua volta aumenta la probabilità di sopravvivenza dei nuovi nati. Negli uccelli in cui la colorazione è sinonimo il buona salute e fecondità, l'accoppiamento assortativo positivo in base al colore aumenta le probabilità che i geni trasferiti alla prole siano in buone condizioni.
Tuttavia, l'accoppiamento tra individui che sono troppo simili geneticamente, detto consanguineità, riduce la convenienza della selettività, poiché espone un individuo a un maggiore rischio di accumulo di tratti recessivi dannosi, che sono causa di malattie autosomiche recessive. Anche se la diversificazione genetica è generalmente vista come una strategia adattativa in situazioni imprevedibili, diminuendo la diversità genetica si può fornire stabilità in situazioni prevedibili. Per esempio nei volatili l'accoppiamento assortativo per aggressività può portare a cure parentali inadeguate. In questo caso una strategia alternativa può essere l'accoppiamento disassortativo, in cui l'individuo aggressivo custodisce il nido, mentre l'altro individuo nutre e mantiene la prole. Questa divisione del lavoro aumenta le possibilità di sopravvivenza della prole. Un classico esempio è il caso del passero dalla gola bianca (Zonotrichia albicollis). Questo uccello presenta due varietà di colorazione - strisce bianche e strisce scure. In entrambi i sessi, gli uccelli a strisce bianche sono più aggressivi e territoriali, mentre gli uccelli strisce scure sono più adatti a fornire cure parentali alla prole. Pertanto, l'accoppiamento disassortativo in questi uccelli permette un'efficace divisione del lavoro in termini di protezione e cura dei nuovi nati.
L'accoppiamento assortativo positivo è l'elemento chiave che porta all'isolamento riproduttivo all'interno di una specie, che a sua volta può provocare speciazione simpatrica. La Speciazione simpatrica è definita come l'evoluzione di una nuova specie, senza isolamento geografico. La speciazione da accoppiamento assortativo si è verificata in diverse specie quali la spalace di Ehrenberg, le cicale, e la piralide del mais.